# Фактория
Факто́рия, торговый пост (фр. factorie) — торговое поселение (пост), образованное иностранными (чаще всего европейскими) купцами на территории другого государства или колонии. 

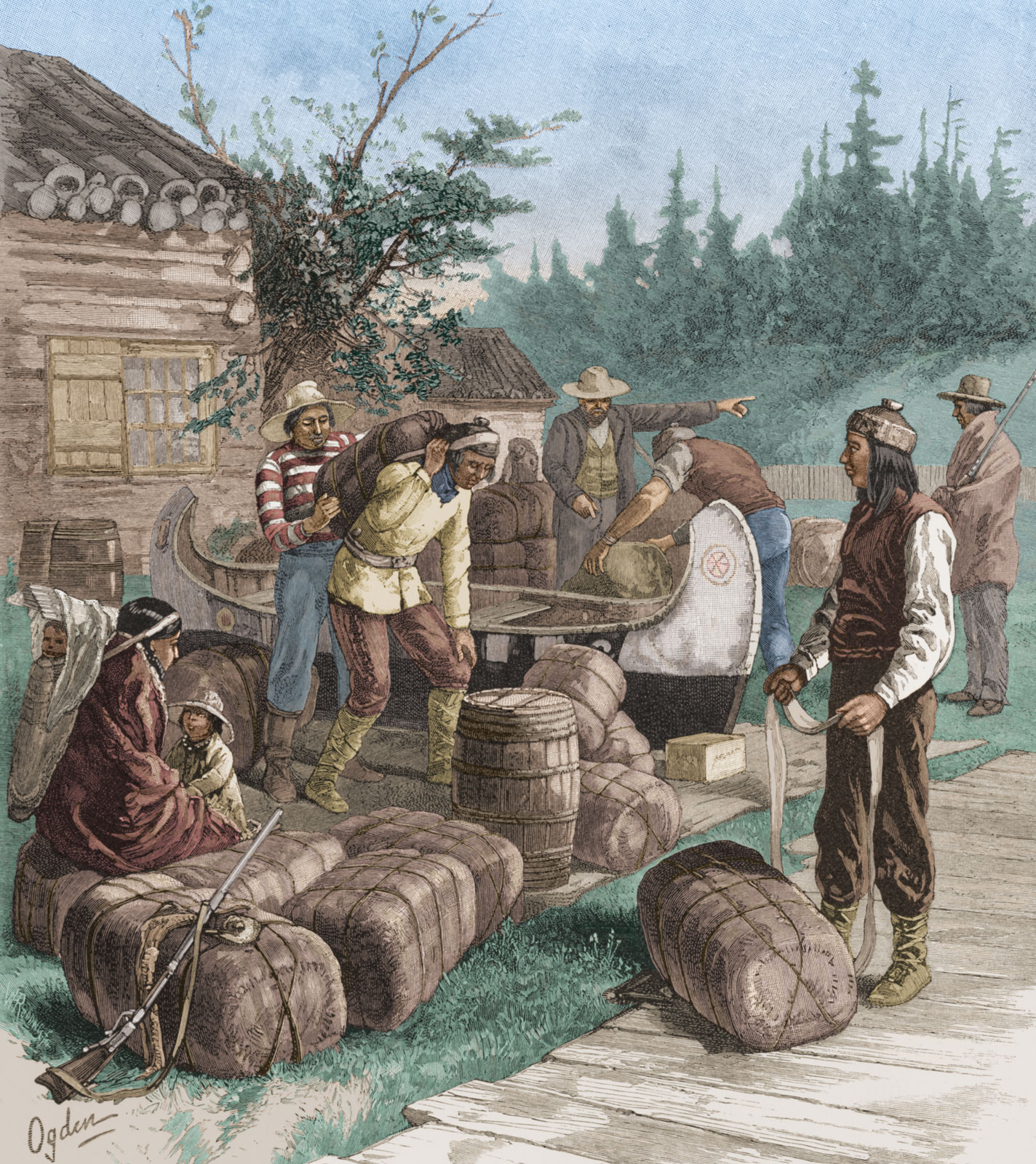
Торговля мехами с индейцами в фактории Компании Гудзонова залива

Факториями назывались подобные же образования в отдалённых районах своей страны. Это же название носят торговые конторы, образованные в отдалённых регионах с той же целью. Торговые посты были типичным элементом ранних поселений в Русской Америке, Канаде и США, где они служили для обмена мехов и других местных продуктов на промышленные товары (ткань, украшения, оружие, алкоголь и так далее). Позже при многих торговых постах стали открываться небольшие лавки, где можно было купить различные товары первой необходимости. Изначально расположенные в отдалённых малонаселённых районах, некоторые торговые посты со временем превратились в деревни и даже города.

## Фактории в России
В Российской империи фактория действовала при Сибирском удельном ведомстве в Находке с 1867 по 1873 годы, прекратила существование с трагической смертью своего основателя — Гаральда Фуругельма.
В Союзе ССР факториями назывались учреждённые государством в отдалённых промысловых районах пункты для закупки добытых охотниками шкур ценного пушного зверя и снабжения охотников промысловыми орудиями, материалами, одеждой, продовольствием и предметами домашнего обихода.
В городе Архангельске в дельте Северной Двины и сейчас существует наименование «Фактория» для района города, где при Петре I были назначены таможенные стоянки иностранных судов.
В реестр факторий в Ямало-Ненецком автономном округе на 01.01.2019 входит 57 поселений. В Пуровском районе, на фактории "Кар-Нат", что недалеко от национального поселка Харампур ежегодно проходит день оленевода.

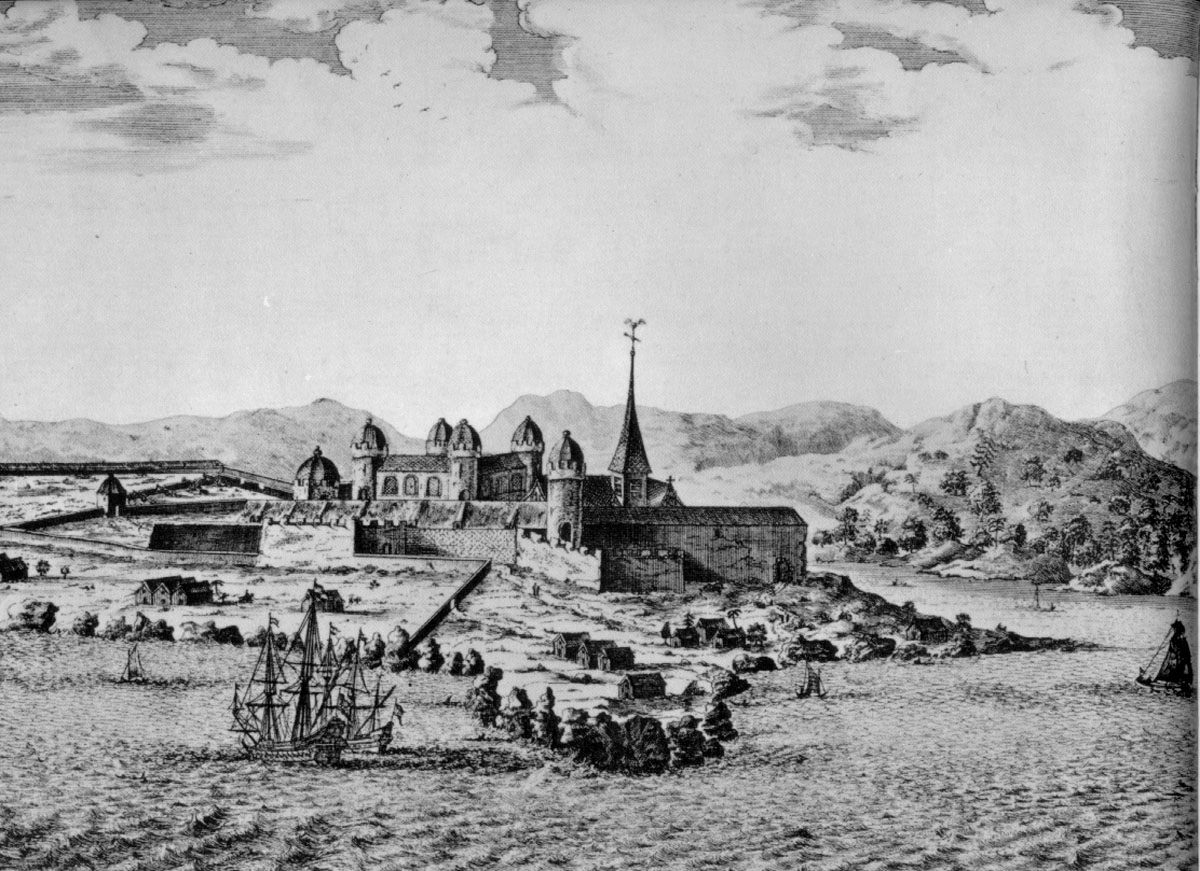
Вид на Сан-Жоржи-да-Мина с моря в 1668 году
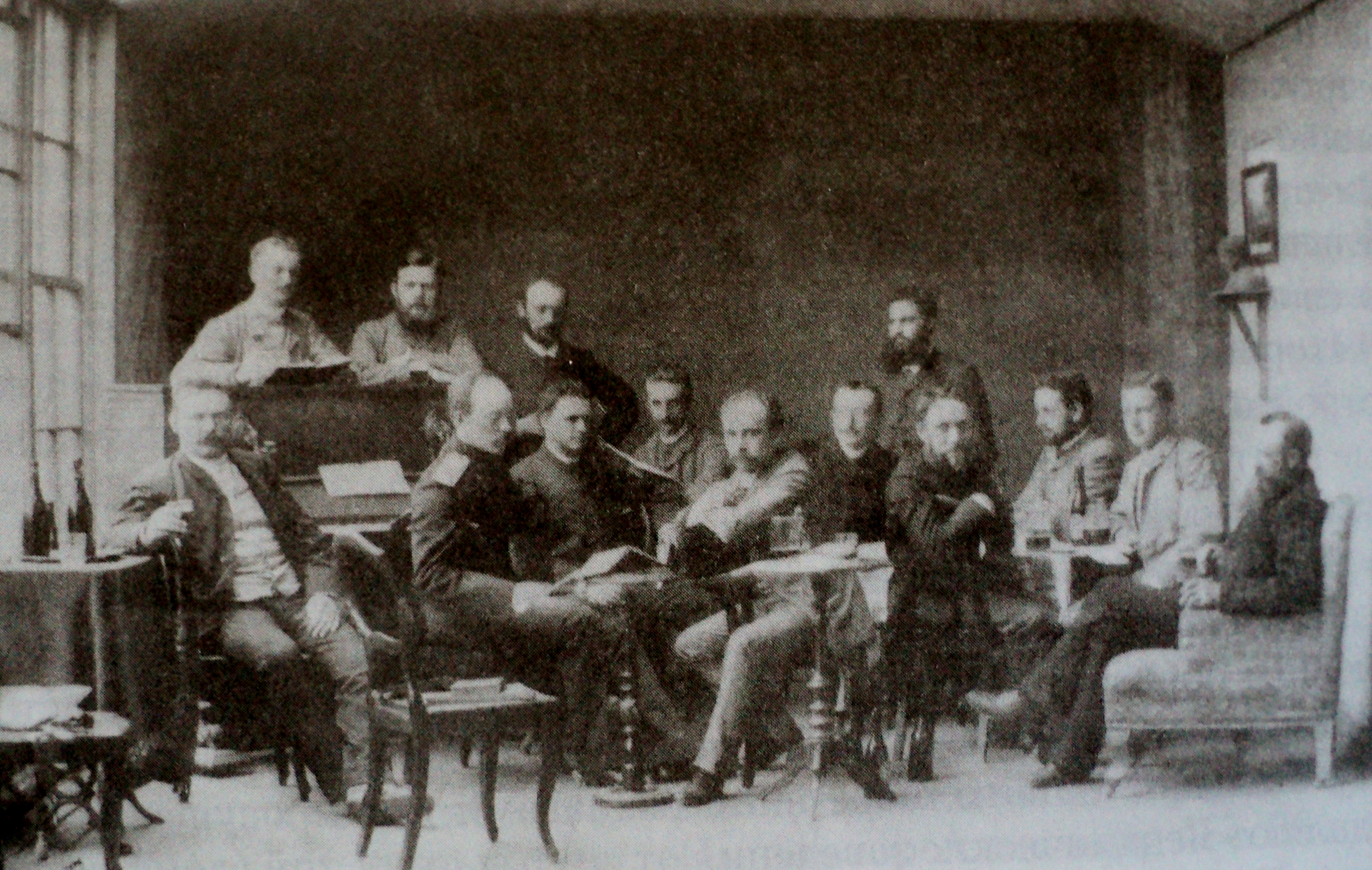
Находка, управление Сибирского удельного ведомства
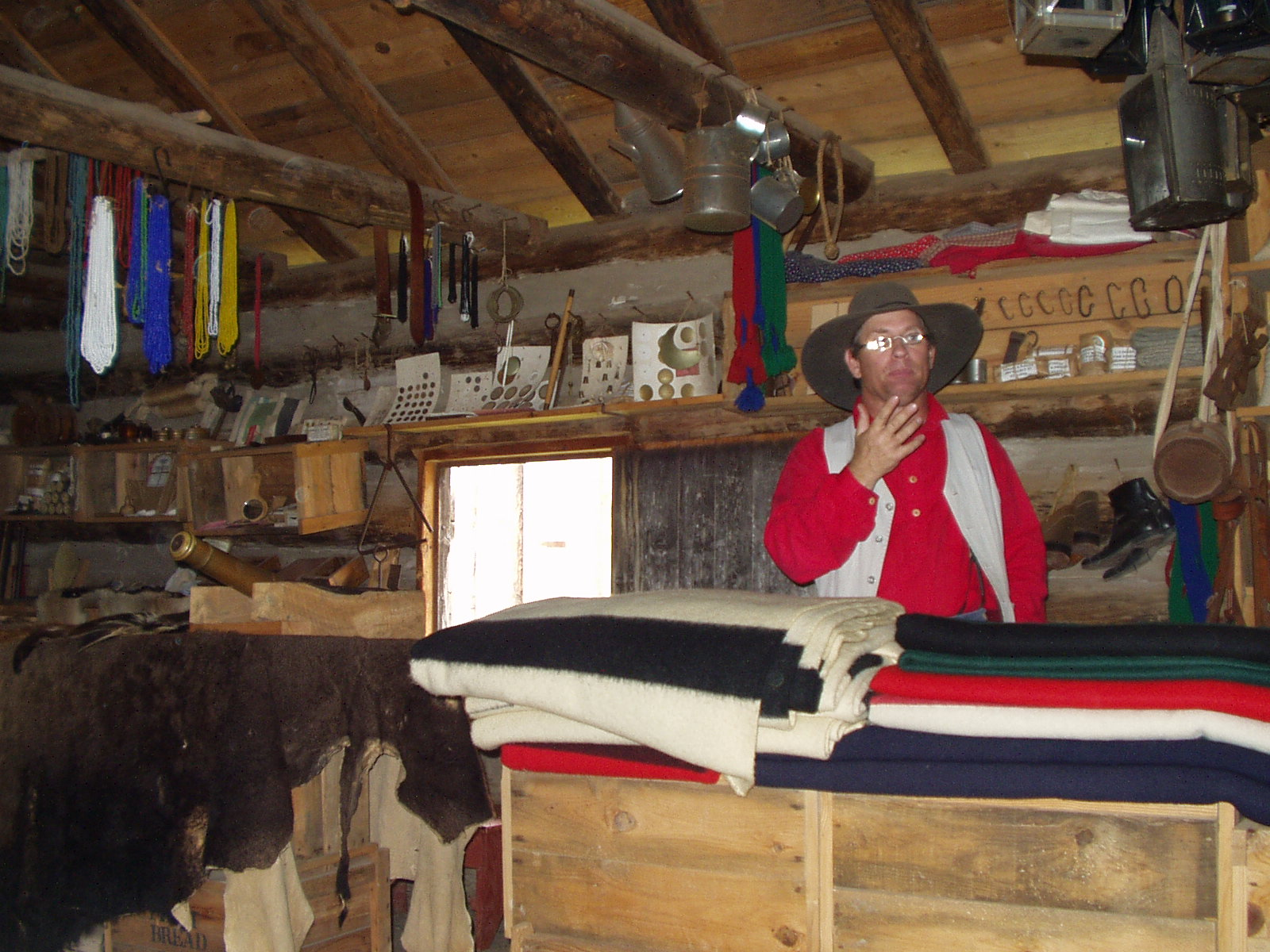
Воссозданная фактория для торговли с индейцами США

## Фактории Португалии
Торговые фактории (порт. Feitorias) активно использовались португальцами в эпоху Великих географических открытий. Начиная с середины XV века фактории основывались по маршрутам колониальных продвижений королевства Португалии — вдоль западного побережья Африки и в Юго-Восточной Азии. Создаваемые фактории служили одновременно рынками, складами, местами поддержки мореплавания и таможней.
Первая фактория была основана по поручению Энрике Мореплавателя в 1445 году на западном побережье Африки — в Аргуме (порт. Arguim), Мавритания. Фактория была основана с целью привлечения мусульманских торговцев северной Африки и контроля над морской торговлей всего северо-западного побережья Африки. Опыт, полученный португальцами в управлении этой первой фактории, широко использовался в организации сети португальских факторий вдоль всего западного побережья Африки. Торговые фактории, как правило, со временем развивались в форты, которые становились центрами как торгового, так и военного присутствия португальцев в регионе. Самым известным фортом-факторией во второй половине XV века был Сан-Жоржи-да-Мина на территории современной Ганы.
В XV—XVI веках португальцы основали около 50 факторий в западной и восточной Африке, Индийском океане, Китае, Японии и Южной Америке. Самые большие и важные фактории располагались в Гоа, Малакке, Ормузе, Тернате и Макао. В Индийском океане португальские фактории внедряли систему судоходных лицензий — картазов. Фактории активно участвовали в так называемой Треугольной торговле: торговле между тремя частями света — Африкой, Америкой и Европой. В самой Португалии фактории управлялись королевской организацией, называемой Индийский дом (порт. Casa da Índia). Для реализации в Европе привозимых из колоний товаров, в Антверпене была организована Фактория Португальского Королевства.
Снабжаемые с моря, хорошо укреплённые торговые фактории португальцев, выполняли роль баз колонизации. Они проводили в жизнь торговые и политические интересы Португалии, являлись оплотами защиты от восстаний и пиратов. Со временем, Португальское Королевство стало продавать ведение дел в заокеанских факториях в частные руки, что нередко приводило к конфликту интересов частных инвесторов и местного населения, как, например, в фактории на Мальдивах.